# Větrný mlýn v Krchlebech u Nymburka
Větrný mlýn v Krchlebech u Nymburka je novostavba mlýna holandského typu, která stojí v severozápadní části obce Krchleby na soukromém pozemku. Nechali si jej vybudovat na své zahradě manželé Jaroslava a Bohumil Tuzarovi.

## Historie
Větrný mlýn postavený v letech 2012–2014 projektoval ing. Boleslav Plucnar z Nymburka. V říjnu 2014 byla nainstalována hlavní hřídel a v září 2015 se mlýn roztočil s novými perutěmi.
Na stavbu bylo potřeba okolo 40 tisíc cihel získaných ze zbořených objektů. Cílem majitele bylo vybudovat malé rodinné muzeum pro uchování předmětů z úcty k práci předků.

## Popis
Hrubě omítnutý mlýn je postaven z cihel na kruhovém půdorysu; vnější průměr je přes 6,5 metru. Stavba má tři podlaží a výšku 12 metrů. Otočná kuželová střecha je pokryta červenými pálenými taškami-bobrovkami; její otáčení umožňuje mohutná konstrukce na kolečkách.